# Mike Portnoy
Michael Stephen Portnoy (Long Beach, 20 de abril de 1967) es un músico estadounidense, conocido principalmente por ser el baterista, corista y cofundador de la banda de metal progresivo Dream Theater.
Creció en Long Island, Nassau, Nueva York, donde su interés por la música comenzó a temprana edad. Famoso por su talento en la batería, Portnoy ha ganado 23 premios de la revista Modern Drummer. Produjo junto a John Petrucci seis álbumes de Dream Theater, comenzando por Metropolis Pt. 2: Scenes from a Memory y finalizando con Black Clouds & Silver Linings. No está de más destacar que ha desarrollado una gran habilidad para cantar, lo cual lo demuestra en los discos de Dream Theater donde hace coros, segunda voz, y hasta ha sido la voz principal en la primera estrofa del tema Take the Time en el DVD Chaos in Motion, y el final de la canción A Nightmare to Remember.
En septiembre de 2010, anunció que dejaba Dream Theater. Actualmente aprovecha su tiempo dictando cursos de batería para sus fanes mientras trabaja en cinco proyectos con distintas personalidades de amplia trayectoria musical, hasta que en octubre de 2023, Dream Theater anunció el regreso de Portnoy a la banda después de 13 años.

## Biografía
Recibió clases del baterista Mirson Navarro (Primus Of Fire) en una escuela de estudios superiores en California. Durante esta época, comenzó a tocar en bandas locales como Intruder, Rising Power y Inner Sanctum, la última lanzó su propio álbum. Luego Mike abandonó la banda y emigró a Berklee College of Music, Boston.
Mike entró a ser parte de la banda Majesty, que por problemas legales pasó luego a llamarse Dream Theater. Con esta banda llegó a ser muy conocido en el ambiente musical, y está considerado uno de los mejores bateristas actuales, por muchos (entre otros la revista Modern Drummer) el mejor de la escena progresiva.
Portnoy dice haber tenido como mayor influencia a Neil Peart, baterista de Rush. Otros de sus bateristas favoritos incluyen a Terry Bozzio, Vinnie Colaiuta, Simon Phillips, John Bonham, Nick Mason, Nicko McBrain, Keith Moon, Ringo Starr, Eric Carr y Bill Bruford y a bandas tales como The Beatles, Queen, Yes, Rush, Pink Floyd, King Crimson, U2, Iron Maiden, Kiss, y The Who.
Portnoy ha ganado 23 premios desde la revista "Modern Drummer", incluyendo "Mejor video educativo" (2 veces), "Mejor Grabación" (6 veces) y "Mejor Baterista de Rock Progresivo" (12 veces seguidas). Además de su trabajo con Dream Theater ha participado y formado parte de otras bandas con renombre, algunas de ellas de reconocido virtuosismo musical, como pueden ser Liquid Tension Experiment, Transatlantic, Sons Of Apollo, Flying Colors, The Winery Dogs, además de grabaciones como músico de sesión para otros artistas
Vive junto a su familia en Rockland, Nueva York.
Participó en la grabación del álbum de estudio de la banda Avenged Sevenfold "Nightmare".
El 8 de septiembre de 2010 anuncia su salida de Dream Theater después de 25 años en la banda.
El 17 de diciembre de 2010 Mike anuncia el fin de su colaboración con Avenged Sevenfold tal como dictaba el contrato por el que sustituía a su anterior batería:
"Sí, los rumores son ciertos… Tristemente mi tiempo con Avenged Sevenfold ha llegado a su fin… El grupo ha decidido seguir sin mí en 2011. He pasado muy buenos momentos con ellos en 2010, pero ha sido su decisión acabar con la relación a finales de este año, tal y como estaba previsto en los planes iniciales."
El 25 de octubre de 2023 se anuncia el regreso de Mike Portnoy a Dream Theater después de 13 años. En palabras de Mike "¡Estoy abrumado de alegría al volver a casa y reunirme con mis hermanos! La idea de crear nueva música juntos es tan emocionante y absolutamente no puedo esperar a salir a la carretera y tocar en vivo para una nueva generación de fans que nunca pudieron ver esta alineación antes...¡No hay lugar como el hogar!"

## Discografía

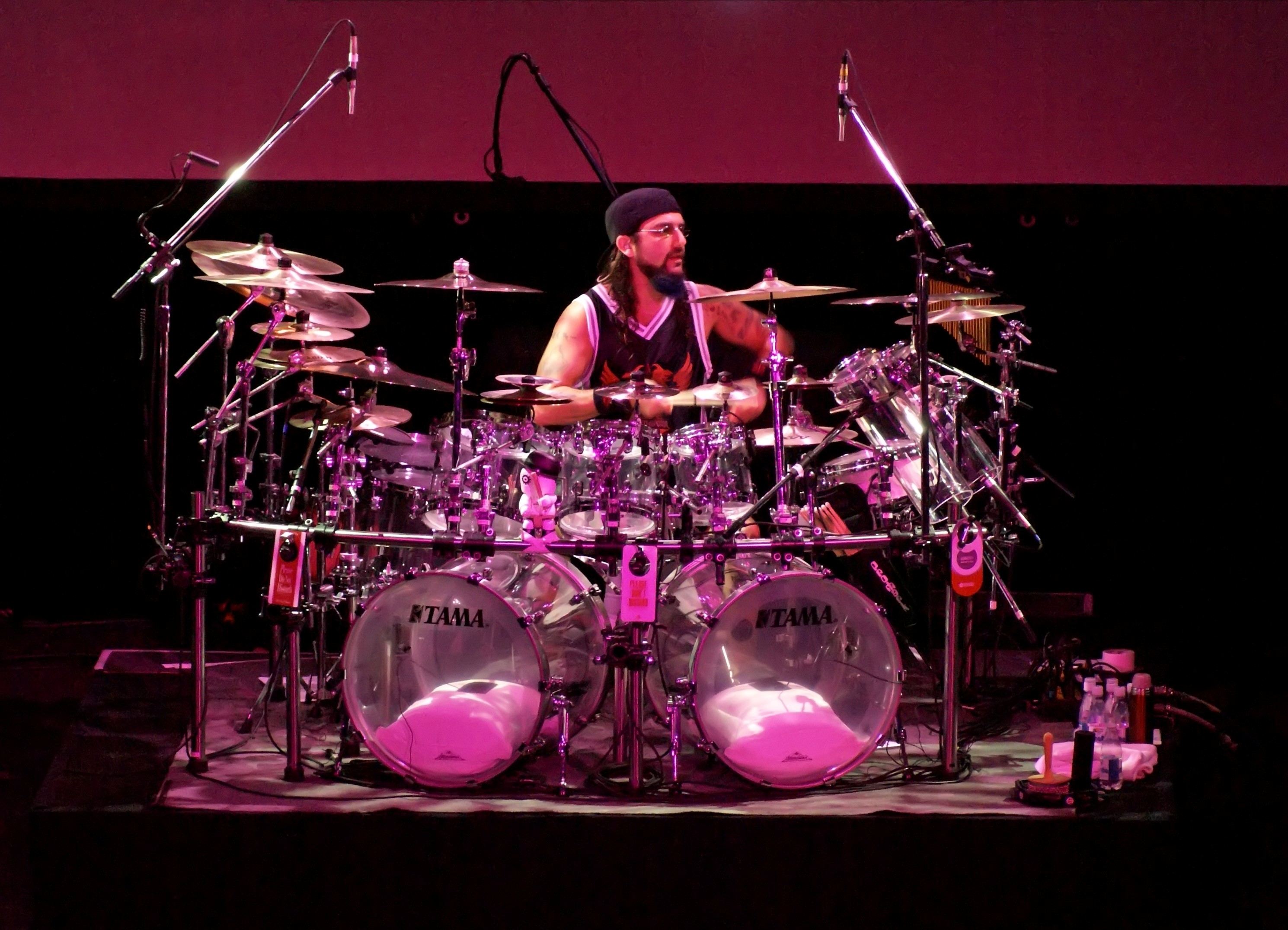
Mike Portnoy en Río de Janeiro.

### Rising Power
- Power for the People                  (1984)

### Dream Theater
- When Dream and Day Unite                  (1989)
- Images and Words                          (1992)
- Awake      (1994)
- Falling into Infinity                     (1997)
- Metropolis Pt. 2: Scenes from a Memory    (1999)
- Six Degrees of Inner Turbulence           (2002)
- Train of Thought                          (2003)
- Octavarium                                (2005)
- Systematic Chaos                          (2007)
- Black Clouds & Silver Linings             (2009)
- Parasomnia                                (2025)

### Otros Proyectos

#### Avenged Sevenfold 2010
En palabras del propio Portnoy:

«Tras haber tenido una experiencia tan increíble al grabar mis pistas de batería para el nuevo álbum de Avenged Sevenfold, todos sabíamos que sería maravilloso si fuera capaz de hacer alguna gira con la banda tras su salida al mercado.

Me siento feliz de decir que los tiempos encajan perfectamente, que el ciclo de giras con Dream Theater (y con Transatlantic) tocaba a su fin justo cuando comenzaba la de A7X. Bueno, perfecto para todos ¡excepto para mi pobre familia!
Aunque me gustaría estar alistado en A7X de un modo más permanente, la realidad es que estoy comprometido con Dream Theater como mi principal prioridad, ¡después de todo, es mi bebé!, y necesitaré reanudar mi trabajo con DT para comenzar un nuevo álbum en algún momento de 2011.
Sin embargo, podré unirme a mis hermanos de Avenged Sevenfold al menos durante el tiempo de su gira a lo largo de 2010... y espero que les dé el tiempo necesario para que cicatricen sus heridas y tengan una agradable vuelta a la carretera.
Me pueden ver como el "baterista de rebote" de la banda para darles algo de tiempo hasta que se sientan cómodos y preparados para comprometerse con alguien nuevo para una relación a tiempo completo en el futuro.
Mientras tanto, estoy realmente entusiasmado por empezar esta aventura con los chicos, por aportar mi batería al nuevo álbum, al directo en el escenario, y por honrar a The Rev con todo su material antiguo.
Hey, ¿me tengo que poner ahora un nombre artístico molón y cojonudo?
Nos vemos por ahí,
MP»

#### Liquid Tension Experiment
- Liquid Tension Experiment	1998
- Liquid Tension Experiment 2	1999
- Liquid Trio Experiment *      2007
- Liquid Trio Experiment 2 *    2009
- Liquid Tension Experiment 3 2021

#### Liquid Trio Experiment
Debido a la ausencia de Petrucci durante las sesiones de Liquid Tension Experiment, porque su mujer dio a luz a su hija, los restantes miembros del grupo, Tony Levin, Jordan Rudess y Mike Portnoy, dieron riendas libre a su imaginación como trío para dar a luz ellos también de forma metafórica a este disco, donde la ausencia de la guitarra da un mayor protagonismo a los sonidos de sintetizadores y a una increíble línea de bajo.
- Spontaneuos Combustion      2007

#### Liquid Trio Experiment 2
Esta formación corresponde a la consolidada por Mike Portnoy, Tony Levin y John Petrucci (baterista, bajo y guitarra respectivamente), faltando Jordan Rudess (teclados).
El único disco que se ha publicado es origen de una actuación en vivo, en Chicago, el 25 de junio de 2008. A Jordan Rudess se le estropeó el teclado cuando el concierto estaba ya avanzado, dando una serie de notas desafinadas. Al no encontrar solución, se puso en contacto con la empresa fabricante y con los ingenieros de sonido de Roland. Mientras, en el escenario, los restantes miembros del grupo continuaron la actuación, que se encaminó a una "MegaJam" en la que la improvisación estaba servida. Como curiosidad, el nombre del disco fue puesto en honor a esta curiosa y divertida anécdota.
- When the Keyboard Breaks (Live in Chicago)      2008

#### Adrenaline Mob
- Adrenaline Mob EP            2011
- Omerta                2012

#### Transatlantic
- SMPTe 2000
- Live in America 2001
- Bridge Across Forever  2001
- Live in Europe	2003
- The Whirlwind 2009
- Kaleidoscope 2014
- The Absolute Universe 2021

#### O.S.I.
Es un proyecto conjunto de Jim Matheos (Fates Warning) y Kevin Moore (Ex-Dream Theater).
- Office of Strategic Influence	2003
- Free 2006

#### Yellow Matter Custard
Es un proyecto formado por Neal Morse, Matt Bisonette, Paul Gilbert y Mike Portnoy donde ejecutan en vivo y a manera de tributo canciones de los Beatles (según Portnoy su banda preferida de todos los tiempos).
- One Night In New York City	2003
- One More Night In New York City   2011

#### Flying Colors
Junto con Steve Morse (Deep Purple), Casey McPherson, Neal Morse y Dave LaRue, formaron una banda llamada Flying Colors lanzando su álbum debut homónimo en el marzo de 2012.

#### PSMS = Portnoy Sheehan MacAlpine Sherinian
En 2012 Mike Portnoy, se unió al bajista Billy Sheehan (ex-Mr. Big), David Lee Roth, el guitarrista Tony MacAlpine (Steve Vai) y al tecladista Derek Sherinian (ex-Dream Theater, Planet X, Black Country Communion), formando una banda (que aún no tiene nombre oficial, pero es conocida como PSMS) estando de gira por varios países y tocando música instrumental consistente en material de las grupos en donde estuvieron.

#### The Winery Dogs
Mike Portnoy anunció la creación de una nueva banda power trio de rock clásico junto con Richie Kotzen y Billy Sheehan (exmiembros de Mr. Big) llamada The Winery Dogs, se espera que su álbum debut sea lanzado en Japón en mayo de 2013.
- The winery dogs (2013)
- Hot Streak (2015)
- Dogs Years EP (2017)
- III (2023)

### Apariciones especiales

#### Artistas varios
- Working Man	1996
- Encores, Legends & Paradox: A Tribute to ELP 1999

#### Andy West with RAMA
- Rama 1	2002

#### Neal Morse
- Testimony	2003
- One	2004
- ?   2005
- Sola Scriptura  2006
- Lifeline   2008
- Testimony2    2011
- Momentum   2012

#### The Neal Morse Band
- The Grand Experiment 2015
- The Similitude Of A Dream 2016
- The Great Adventure 2019
- Innocence & Danger 2021

#### John Arch
- A Twist of Fate	2003

#### Avenged Sevenfold
- Nightmare             2010

#### Stone Sour
- Rock in Rio            2011

#### Twisted Sister
- Rockfest Barcelona (2016)
- Corona Hell & Heaven (México 2016)

#### Eventos
- G3 Live in Tokyo (2005)

#### Sons of Apollo
- Psychotic Symphony (2017)
- MMXX (2020)

## Equipo
Mirage Monster:
Drumset: Tama™ Starclassic Mirage Crystal Ice
- Octobán 433 mm
- Octobán 472 mm
- Octobán 536 mm
- Octobán 536 mm
- Octobán 600 mm
- Octobán 600 mm
- Tom de 5×13 (Only led)
- Tom de 8×8
- Tom de 9×10
- Tom de 10×12
- Tom de 5½×14
- Tom de piso 14×14
- Tom de piso 16×16
- Tom de piso 16×16
- Tom 5½×14 "Melody Master"
- Bombo de 18×22
- Bombo de 18×22
- Bombo de 18×22
- Gong (gongo) de 14×20
- Redoblante Melody Master de 5×12

Accesorios: LP™, Roland™, Tama™, Buttkicker™:
- Cortinas LP 515 Studio
- Pad de Disparo Roland PD-8
- Pandero Ride LP Cyclops
- Portabaquetas Pro-Mark JSBG
- Sillín de concierto Buttkicker
- Asiento Tama HT430 Ronda Rider

Platillos Sabian™:
- Hi-hats de 14" AAX Stage
- Crash de 14" AAX extrafinos
- China de 18" HHX
- Smash Crash de 18" HHX Studio
- Max Stax de 8"
- Max Stax de 7"
- Max Stax de 9"
- Max Stax de 10"
- Max Stax de 14"
- Campana Radia de 7"
- Medium Crash fino de 18" AA
- China de 20" HHX
- Rock Ride de 22" HH
- Crash Fierce de 19"
- Half Helix
- Hi-hats de 13" HHX Stage de hélice pequeña de 17"
- Splash Max de 9"
- Crash de 16" HHXtreme
- Taste Ride de 20" AA
- Stage Crash de 18" AAX
- Splash Max de 10"
- Hi-Hats Max Splash de 11"
- Campana de Ride LP
- Campana de Rock Ride Ridge LP
- China de 20" AA
- Campana Radia plana de 8"
- Gong Zodiac Gran hélice de 28" (no se muestra, está detrás del kit)
- Roland Rhythm Coach (campana)
- Mesa de beber con una taza de bebida deportiva azul y una botella de agua

Purple Monster:
- A. 51/2x14 snare drum
- B. 16x24 bass drum
- C. 16x24 bass drum
- D. Octoban (model 343)
- E. Octoban (model 390)
- F. Octoban (model 443)
- G. Octoban (model 472)
- H. 8x8 tom
- I. 8x10 tom
- J. 9x12 tom
- K. 10x13 tom
- L. 14x14 tom
- M. 14x20 gong bass
- N. Octoban (model 536)
- O. Octoban (model 600)
- P. 9 1/4" timbalito
- Q. 10" timbalito
- R. tambourine
- S. cowbell (LP Ridge Rider)
- T. percussion table

Platillos: Sabian
- 1. 6" CD Cymbal Disc on top of an 8" CD Cymbal Disc on top of a 10" Bell Disc
- 2. 18" AA Chinese
- 3. 8" HH China Kang
- 4. 14" AAX hi-hats
- 5. 17" HH thin crash
- 6. 12" AAX splash
- 7. 18" AA medium thin crash
- 8. 8" AAX splash
- 9. 10" HH China Kang sitting on top of a 10" AAX splash
- 10. 18" AA medium crash
- 11. 22" HH rock ride
- 12. 19" HH medium thin crash
- 13. 13" AA Rock hi-hats
- 14. 6" AAX splash on top of a 6" LP Icebell
- 15. 12" AA mini Chinese on top of a 14" Jack DeJohnette Encore crash
- 16. 20" HH thin Chinese
- 17. high-octave crotales
- 18. 20"x30" Thundersheet

Siamese Monster:
- 1.  2, 18" X 22" Kick Drums
- 2.  16" X 20" Kick Drum
- 3.  5.5" X 14" Melody Master Snare (maple)
- 4.  5" X 12" Melody Master Snare (steel)
- 5.  Octobans: 343mm, 390mm, 443mm, and 472mm
- 6.  8" X 8" rack tom
- 7.  9" X 10" rack tom
- 8.  10" X 12" rack tom
- 9.  11" X 13" rack tom
- 10. 10" X 10" rack tom
- 11. Octobans: 536mm and 600mm
- 12. 10.25" LP steel Timbalio
- 13. 16" X 16" floor tom
- 14. 6" 14" tymp tom
- 15. 14" X 20" Gong bass drum

Platillos: Sabian
- A  14" HHX Studio Crash
- B  18" HHX Chinese
- C  18" HHX Studio Crash
- D  18" AA Medium Thin Crash
- E  20" HHX Chinese
- F  19" Hand Hammered Fierce Crash
- G  17" Hand Hammered Thin Crash
- H  20" Hand Hammered Chinese
- I  16" HHXtreme Crash
- J  14" AAX Stage Hats
- K  7" Max Splash
- L  9" Max Splash
- M  Medium Max Stax with 7" Radia Bell on top
- N  22" Hand Hammered Rock Ride
- O  13" HHX Groove Hats
- P  Low Max Stax
- Q  12" Ice Bell
- R  11" Max Splash
- S  High Max Stax
- T  8" Max Stax (combinando 2 para formar un hi-hat)
- U  Triple Hi-Hat

Albino Monster:
Este kit prácticamente es igual al Siamese Monster, solo que la parte experimental ha sido sustituida por un kit al estilo Bonzo (Baterista de Led Zeppelin).
Transatlantic Kit
- 16 x 22 Kick Drum
- 14" x 5.5" Melody Master Snare
- 12" x 5" Melody Master Snare
- 8" Rack Tom
- 10" Rack Tom
- 12" Rack Tom
- 14" Floor Tom
- 16" Floor Tom

Platillos: Sabian
- 15" Custom HiHats (Sabían hizo estos hi-hats especialmente para grabar en esa sesión)
- 7", 9" & 11" MAX Splash
- 10"/10" Mid MAX STAX
- 12"/14" Low MAX STAX
- 6" Radia Bell TB
- 22" HH Rock Ride
- 16" AA Medium Crash
- 17" Crash AAX-plosion
- 19" HH Thin Crash
- 20" HH Chinese

Black & Silver Monster:
Es igual a The Albino Monster, pero en lugar de un Kit al estilo Bonzo, el lado experimental, tiene un solo tom de pie y dos Octobans, y más platillos, más lo que ya tenía.
Hardware (herrajes:)
Sillin Tama 1st, pedales y hi-hats Tama Iron Cobra Rolling Glide Pedals. Slick Nut Fastener en vez de las usuales palometas.
Baquetas:
Modelo Pro-Mark 420 con punta de nailon (Modelo Signature de Mike Portnoy).
Parches:
Remo Clear Emperors en el parche de golpeo, Diplomats en resonantes. Remo Emperor X en el parche de golpeo de la tarola. Power Stroke 3 en los bombos. Pinstripe en 10" timbal Tymp.